# خوان كارلوس كورازو
خوان كارلوس كورازو (بالإسبانية: Juan Carlos Corazzo)‏ مواليد 14 ديسمبر 1907 - الوفاة 12 يناير 1986، كان لاعب ومدرب كرة قدم أوروغوياني من أصل إيطالي، كان يلعب في مركز الوسط. لَعِب كورازو بشكل رئيسي في مركز قيادة الفريق، حيث يتمتع بذكاء تكتيكي، وقدرة فنية وتحكم بالمواقف.
وهو ثاني أنجح مدير في تاريخ كوبا أمريكا (بفوزين) بالتوازي مع مواطنه إرنستو فيجولي [الإنجليزية] والأرجنتيني ألفيو باسيل، بعد غييرمو ستابيل برصيد 6.

## المسيرة الاحترافية
بدأ كورازو بلعب كرة القدم في سن مبكرة عام 1925، ظهر لأول مرة في نادي مسقط رأسه في مونتيفيديو، وهو نادٍ تم تشكيله قبل أحد عشر عامًا. في ذلك الوقت كانت كرة القدم في أوروغواي هواية، ولعب في عام 1929 في الدوري الأوروغواياني الممتاز، وكان فريقه بمستوى متدني حيث وصل إلى المركز العاشر من أصل 14 فريقًا. انتقل إلى نادي إنديبندينتي الأرجنتيني في الثلاثينات من القرن العشرين. بقي مع النادي لمدة سبعة مواسم ولعب معه 191 مباراة.

## الإدارة والتدريب
تم استدعاؤه لتدريب المنتخب الوطني في عام 1955، ليحل محل خوان لوبيز فونتانا لقيادة الفريق خلال بطولة كأس أمريكا الجنوبية 1955. خلال هذه البطولة، تبنى خطة (2-3-5)، التي كانت تُسمى «الهرم» وكانت منتشرة في ذلك الوقت في أمريكا الجنوبية. أنهت أوروجواي البطولة في المركز الرابع. بعد نهاية البطولة، تم استبداله بهوغو بانيولو. ثم عاد لقيادة الفريق في عام 1959 بدلاً من هيكتور كاسترو، في بطولة أمريكا الجنوبية في الإكوادور 1959. واختار مرة أخرى خطة (الهرم)، وحقق سلسلة من الانتصارات الكبيرة (4-0 على الإكوادور، 3-0 على البرازيل، 5-0 على الأرجنتين) وتعادل المباراة النهائية مع الباراغواي بنتيجة 1-1؛ وفاز بالكأس. وظل مسؤولاً عن الأوروغواي حتى عام 1961.
كذلك تولى كورازو مهمة تدريب المنتخب الوطني الأوروغواياني في بطولة كأس العالم عام 1962.
حقق كورازو رقما قياسيا بالفوز بمعظم المباريات دون خسارة لمنتخب أوروغواي لكرة القدم من عام 1967 إلى عام 1968 (بواقع 14 مباراة)، وبقي محتفظا بالرقم حتى تجاوزه أوسكار تاباريز بواقع 18 مباراة دون خسارة بين عام 2011 وعام 2012.

## الحياة الشخصية
كورازو هو جد اللاعب دييغو فورلان وأبو (بالقانون) اللاعب بابلو فورلان.

## روابط خارجية
- خوان كارلوس كورازو على موقع عالم كرة القدم.نت (الإنجليزية)